# Alles auf Anfang
Pour plus de détails, voir Fiche technique et Distribution.
Alles auf Anfang est un film allemand réalisé par Reinhard Münster, sorti en 1994.

## Fiche technique
- Titre : Alles auf Anfang
- Réalisation : Reinhard Münster
- Scénario : Pamela Katz et Reinhard Münster
- Musique : Brynmor Jones
- Photographie : Axel Block
- Montage : Tanja Schmidbauer
- Production : Gebhard Henke et Joachim von Vietinghoff
- Société de production : Metropolis Filmproduction et Von Vietinghoff Filmproduktion
- Pays :  Allemagne
- Genre : Comédie
- Durée : 90 minutes
- Dates de sortie : 
  -  Allemagne : 26 mai 1994

## Distribution
- Katharina Thalbach : Riki Rote
- Udo Samel : Victor Rote
- Harald Juhnke : Georg Kuballa
- Christiane Hörbiger : Lore Kuballa
- Theresa Hübchen : Nina
- Florian Martens : Richard

## Distinctions
Le film a été présenté en sélection officielle en compétition lors de Berlinale 1994.